# Otto Kresse
Otto Kresse (* 6. Januar 1886 in Felgeleben; † 12. März 1933 ebenda) war ein deutscher Kommunalpolitiker (SPD) und Gewerkschafter. Nach dem Staßfurter Bürgermeister Hermann Kasten war Kresse das zweite Mordopfer, das die Schönebecker SPD nach der „Machtergreifung“ der Nationalsozialisten zu beklagen hatte.

## Leben
Kresse erlernte in der Nationalen Radiator Gesellschaft m.b.H. (NARAG) in Schönebeck den Beruf des Schlossers. Ab 1904 war er gewerkschaftlich organisiert und trat 1906 der SPD bei. Er zählte zu den Mitbegründern des Arbeiter-Turn-Vereins in Felgeleben. Während des Ersten Weltkrieges gehörte er zu den Mitbegründern der USPD im Landkreis Calbe a./S. 1918/19 war er Mitglied des Arbeiter- und Soldatenrates in Schönebeck.
1919 wurde Kresse in Felgeleben zum Gemeinderat und zum Vorsitzenden des Arbeiter-Turn-Vereins gewählt. Er war auch Betriebsratsvorsitzender bei der NARAG, wurde dort jedoch entlassen, nachdem er an der Spitze eines Streiks gestanden hatte. 1920 wurde er in das Dreierkomitee gewählt, das in Schönebeck die örtliche Leitung des Kampfes gegen die Kapp-Putschisten innehatte. Später wurde er hauptamtlicher Kassierer des Deutschen Metallarbeiter-Verbandes in Schönebeck. 1920 ging er von der USPD zurück zur SPD. Er gehörte zu den Mitbegründern der Spielplatz-Genossenschaft Weitstoß GmbH und der Bau- und Spargenossenschaft Heimstätte in Felgeleben und war deren erster Vorsitzender. Nach der Eingemeindung Felgelebens 1923 wurde er in Schönebeck Stadtverordneter und Stadtrat für Wohnungswesen. Durch sein konsequentes Auftreten gegen den Faschismus war Kresse den Nationalsozialisten besonders verhasst.
Nach dem Reichstagsbrand in der Nacht vom 27. auf den 28. Februar 1933 hatten die Nationalsozialisten in Schönebeck das Metallarbeiterbüro gestürmt und nach Kresse gefahndet. Kresse gelang es, sich der geplanten Verhaftung zu entziehen. Als er nach Abschluss der Kommunalwahl am 12. März 1933 an der Auszählung der Stimmen teilnehmen wollte, lauerten ihm SA-Männer am Eingang zum Felgeleber Wahllokal auf, drängten ihn in einen Nebenraum und ermordeten ihn. Das gesamte Magazin einer Mauser 7,65 mm wurde auf ihn leergefeuert.

## Ehrungen
- Nach 1945 wurde die Siedlung in Felgeleben, deren Bau er als Stadtrat für Straßen- und Wohnungsbau initiiert hatte, nach ihm benannt, ebenso eine Landwirtschaftliche Produktionsgenossenschaft und eine Straße in Schönebeck.
- An der ehemaligen Gesamtschule „August Bebel“ in der Schulstraße und am ehemaligen Kulturhaus (heute ein Hotel) in Felgeleben erinnern Gedenktafeln an ihn.